# Liste des équipes continentales en 2023
Cet article liste les équipes continentales de cyclisme sur route en 2023, reconnues par l'Union cycliste internationale,.

## Liste des équipes

### Équipes africaines
| Équipes continentales africaines | Équipes continentales africaines | Équipes continentales africaines |
| Nom de l'équipe                  | Pays                             | Code                             |
| -------------------------------- | -------------------------------- | -------------------------------- |
| BAI Sicasal Petro de Luanda      | Angola                           | BSP                              |
| Suez Canal Discovery             | Égypte                           | SCD                              |
| Sidi Ali-Unlock Team             | Maroc                            | SUT                              |
| May Stars                        | Rwanda                           | MSR                              |

### Équipes américaines
| Équipes continentales américaines           | Équipes continentales américaines | Équipes continentales américaines |
| Nom de l'équipe                             | Pays                              | Code                              |
| ------------------------------------------- | --------------------------------- | --------------------------------- |
| AV Fatima-San Juan Biker Motos-Electro 3    | Argentine                         | AVF                               |
| Chimbas Te Quiero                           | Argentine                         | CTQ                               |
| Equipo Continental Municipalidad de Pocito  | Argentine                         | EMP                               |
| Gremios por el Deporte-Cutral Có            | Argentine                         | EGD                               |
| Municipalidad de Rawson                     | Argentine                         | MDR                               |
| Rower San Luis Continental                  | Argentine                         | RSL                               |
| Sindicato de Empleados Públicos de San Juan | Argentine                         | SEP                               |
| Pío Rico-Alcaldía La Vega                   | Bolivie                           | PRV                               |
| Swift Carbon Pro Cycling Brasil             | Brésil                            | SCP                               |
| Team Ecoflo Chronos                         | Canada                            | TEC                               |
| Toronto Hustle                              | Canada                            | TOR                               |
| XSpeed United Continental                   | Canada                            | XSU                               |
| Team Papa John's                            | Chili                             | PPJ                               |
| GW Shimano-Sidermec                         | Colombie                          | GSS                               |
| Team Medellín-EPM                           | Colombie                          | MED                               |
| Movistar-Best PC                            | Équateur                          | MBP                               |
| Team Banco Guayaquil                        | Équateur                          | TBG                               |
| EF Education-Nippo Development Team         | États-Unis                        | EFD                               |
| Hagens Berman Axeon                         | États-Unis                        | HBA                               |
| L39ION of Los Angeles                       | États-Unis                        | LLA                               |
| Project Echelon Racing                      | États-Unis                        | PEC                               |
| Team Novo Nordisk Development               | États-Unis                        | TND                               |
| Team Skyline                                | États-Unis                        | TSL                               |
| Canel's Pro Cycling                         | Mexique                           | CPC                               |
| Petrolike                                   | Mexique                           | PTL                               |
| Panamá es Cultura y Valores                 | Panama                            | PCV                               |

### Équipes asiatiques
| Équipes continentales asiatiques                  | Équipes continentales asiatiques | Équipes continentales asiatiques |
| Nom de l'équipe                                   | Pays                             | Code                             |
| ------------------------------------------------- | -------------------------------- | -------------------------------- |
| Bodywrap LTwoo Cycling Team                       | Chine                            | BDR                              |
| China Glory Continental Cycling Team              | Chine                            | CGC                              |
| Giant Cycling Team                                | Chine                            | MSS                              |
| Hebei Continental Team                            | Chine                            | HEB                              |
| Hengxiang Cycling Team                            | Chine                            | HEN                              |
| Kung Cycling Team                                 | Chine                            | KSZ                              |
| Li Ning Star                                      | Chine                            | LNS                              |
| Pardus Cycling Team                               | Chine                            | PDS                              |
| Pingtan International Tourism Island Cycling Team | Chine                            | PIT                              |
| Shandong Green Orange Continental Teams           | Chine                            | SGO                              |
| Shenzhen Xidesheng Cycling Team                   | Chine                            | XDS                              |
| The Hurricane & Thunder Cycling Team              | Chine                            | THT                              |
| Tianyoude Hotel Cycling Team                      | Chine                            | TYD                              |
| Wuzhishan Cycling Team                            | Chine                            | WZS                              |
| Yunnan Lvshan Landscape                           | Chine                            | YUN                              |
| Geumsan Insam Cello                               | Corée du Sud                     | GIC                              |
| Korail Cycling Team                               | Corée du Sud                     | KCT                              |
| KSPO Professional                                 | Corée du Sud                     | KSP                              |
| LX Cycling Team                                   | Corée du Sud                     | LXC                              |
| Seoul Cycling Team                                | Corée du Sud                     | SCT                              |
| Uijeongbu Cycling Team                            | Corée du Sud                     | UCT                              |
| HKSI Pro Cycling Team                             | Hong Kong                        | HKS                              |
| Kelapa Gading Bikers                              | Indonésie                        | KGB                              |
| Mula Cycling Team                                 | Indonésie                        | MLA                              |
| Nusantara Cycling Team                            | Indonésie                        | NCT                              |
| Iraq Cycling Project                              | Irak                             | ICP                              |
| DFT CCN Meshkin Shahr                             | Iran                             | DFT                              |
| Mes Sungun-Azad                                   | Iran                             | MSV                              |
| Omidnia                                           | Iran                             | OMI                              |
| Aisan Racing Team                                 | Japon                            | AIS                              |
| JCL Team Ukyo                                     | Japon                            | JCL                              |
| Kinan Racing Team                                 | Japon                            | KIN                              |
| Levante Fuji Shizuoka                             | Japon                            | LVF                              |
| Matrix Powertag                                   | Japon                            | MTR                              |
| Saitama-Nasu SunBrave                             | Japon                            | SUN                              |
| Shimano Racing                                    | Japon                            | SMN                              |
| Sparkle Oita Racing Team                          | Japon                            | ＳPA                             |
| Team Bridgestone Cycling                          | Japon                            | BGT                              |
| Utsunomiya Blitzen                                | Japon                            | BLZ                              |
| VC Fukuoka                                        | Japon                            | VCF                              |
| Victoire Hiroshima                                | Japon                            | VCH                              |
| Almaty Astana Motors                              | Kazakhstan                       | AAM                              |
| Astana Qazaqstan Development Team                 | Kazakhstan                       | AQD                              |
| Vino Sko Team                                     | Kazakhstan                       | VSM                              |
| Team Sapura Cycling                               | Malaisie                         | TSC                              |
| Terengganu Polygon Cycling Team                   | Malaisie                         | TSG                              |
| Ferei Mongolia Team                               | Mongolie                         | FMT                              |
| Samarkand Professional Cycling Team               | Ouzbékistan                      | SPT                              |
| Tashkent City Professional Cycling Team           | Ouzbékistan                      | TCM                              |
| 7 Eleven Cliqq-air21 by Roadbike Philippines      | Philippines                      | 7RP                              |
| Go for Gold Philippines                           | Philippines                      | G4G                              |
| NSJBI Victoria Sports Cycling Team                | Philippines                      | VSC                              |
| Grant Thornton Cycling Team                       | Thaïlande                        | GTC                              |
| Roojai Online Insurance                           | Thaïlande                        | R0I                              |
| Thailand Continental Cycling Team                 | Thaïlande                        | TCC                              |

### Équipes européennes
| Équipes continentales européennes     | Équipes continentales européennes | Équipes continentales européennes |
| Nom de l'équipe                       | Pays                              | Code                              |
| ------------------------------------- | --------------------------------- | --------------------------------- |
| Bike Aid                              | Allemagne                         | BAI                               |
| Maloja Pushbikers                     | Allemagne                         | PBS                               |
| P&S Benotti                           | Allemagne                         | PUS                               |
| Rad-net Oßwald                        | Allemagne                         | RNO                               |
| Santic-Wibatech                       | Allemagne                         | SWT                               |
| Saris Rouvy Sauerland Team            | Allemagne                         | SVL                               |
| Team Lotto-Kern-Haus                  | Allemagne                         | LKH                               |
| Team Storck-Metropol Cycling          | Allemagne                         | TSM                               |
| Hrinkow Advarics                      | Autriche                          | HAC                               |
| Team Felbermayr Simplon Wels          | Autriche                          | RSW                               |
| Team Vorarlberg                       | Autriche                          | VBG                               |
| Tirol-KTM Cycling Team                | Autriche                          | TIR                               |
| WSA KTM Graz p/b Leomo                | Autriche                          | WSA                               |
| Alpecin-Deceuninck Development Team   | Belgique                          | ADD                               |
| Bingoal WB Devo Team                  | Belgique                          | BWD                               |
| Circus-Re Uz-Technord                 | Belgique                          | CRT                               |
| Lotto Dstny Development Team          | Belgique                          | LDD                               |
| Matériel-vélo.com                     | Belgique                          | GDM                               |
| Soudal Quick-Step Devo Team           | Belgique                          | SQD                               |
| Tarteletto-Isorex                     | Belgique                          | TIS                               |
| BHS-PL Beton Bornholm                 | Danemark                          | BPC                               |
| Leopard Togt Pro Cycling              | Danemark                          | LTP                               |
| Restaurant Suri-Carl Ras              | Danemark                          | GSH                               |
| Team ColoQuick                        | Danemark                          | TCQ                               |
| Electro Hiper Europa                  | Espagne                           | EHE                               |
| Tartu2024 Cycling Team                | Estonie                           | TAT                               |
| CIC U Nantes Atlantique               | France                            | UCN                               |
| Groupama-FDJ Continental              | France                            | CGF                               |
| Nice Métropole Côte d'Azur            | France                            | NMC                               |
| Saint Michel-Mavic-Auber 93           | France                            | AUB                               |
| Van Rysel-Roubaix Lille Métropole     | France                            | GRL                               |
| AT85 Pro Cycling                      | Grande-Bretagne                   | WIV                               |
| Saint Piran                           | Grande-Bretagne                   | SPC                               |
| Trinity Racing                        | Grande-Bretagne                   | TRI                               |
| Epronex-Hungary Cycling Team          | Hongrie                           | EPR                               |
| Israel Premier Tech Academy           | Israël                            | ICA                               |
| Beltrami TSA-Tre Colli                | Italie                            | BTC                               |
| Biesse-Carrera                        | Italie                            | BIE                               |
| Cycling Team Friuli ASD               | Italie                            | CTF                               |
| D'Amico UM Tools                      | Italie                            | AZT                               |
| Gallina Ecotek Lucchini               | Italie                            | GAL                               |
| General Store-Essegibi-F.lli Curia    | Italie                            | GEF                               |
| MG.K Vis Colors For Peace             | Italie                            | MGK                               |
| Q36.5 Continental Cycling Team        | Italie                            | Q3C                               |
| Sias Rime                             | Italie                            | SIS                               |
| Team Colpack Ballan                   | Italie                            | CPK                               |
| Team Technipes #InEmiliaRomagna       | Italie                            | TER                               |
| Work Service-Vitalcare-Dynatek        | Italie                            | IWD                               |
| Zalf Euromobil Fior                   | Italie                            | ZEF                               |
| Kaunas Cycling Team                   | Lituanie                          | KCC                               |
| Voltas-Madaris Cycling Team           | Lituanie                          | VMT                               |
| Team Coop-Repsol                      | Norvège                           | TCR                               |
| Uno-X Dare Development Team           | Norvège                           | UDT                               |
| À Bloc CT                             | Pays-Bas                          | ABC                               |
| Allinq Continental Cyclingteam        | Pays-Bas                          | ALQ                               |
| Beat Cycling Club                     | Pays-Bas                          | BCY                               |
| Development Team DSM                  | Pays-Bas                          | DDS                               |
| Jumbo-Visma Development Team          | Pays-Bas                          | JVD                               |
| Metec-Solarwatt p/b Mantel            | Pays-Bas                          | MET                               |
| Scorpions Racing Team                 | Pays-Bas                          | SRT                               |
| TDT-Unibet Cycling Team               | Pays-Bas                          | TDT                               |
| Universe Cycling Team                 | Pays-Bas                          | UNI                               |
| Volkerwessels Cycling Team            | Pays-Bas                          | VWE                               |
| HRE Mazowsze Serce Polski             | Pologne                           | MSP                               |
| Voster ATS Team                       | Pologne                           | VOS                               |
| ABTF Betão-Feirense                   | Portugal                          | CDF                               |
| AP Hotels & Resorts-Tavira-SC Farense | Portugal                          | ATF                               |
| Aviludo-Louletano-Loulé Concelho      | Portugal                          | ALL                               |
| Credibom-La Alumínios-Marcos Car      | Portugal                          | LAA                               |
| Efapel Cycling                        | Portugal                          | EFL                               |
| Glassdrive-Q8-Anicolor                | Portugal                          | GCT                               |
| Kelly-Simoldes-UDO                    | Portugal                          | KSU                               |
| Rádio Popular-Paredes-Boavista        | Portugal                          | RPB                               |
| Tavfer-Ovos Matinados-Mortágua        | Portugal                          | TAV                               |
| Mentorise Elite Team                  | Roumanie                          | MEN                               |
| Sofer-Savini Due-OMZ                  | Roumanie                          | SDO                               |
| Dukla Banská Bystrica                 | Slovaquie                         | DKB                               |
| RRK Group-Pierre Baguette-Benzino     | Slovaquie                         | RBB                               |
| Adria Mobil                           | Slovénie                          | ADR                               |
| Cycling Team Kranj                    | Slovénie                          | CTK                               |
| Ljubljana Gusto Santic                | Slovénie                          | LGS                               |
| Motala AIF Serneke Allebike           | Suède                             | MSA                               |
| Tudor Pro Cycling Team U23            | Suisse                            | TUU                               |
| ATT Investments                       | Tchéquie                          | ATT                               |
| Elkov-Kasper                          | Tchéquie                          | EKA                               |
| Tufo-Pardus Prostějov                 | Tchéquie                          | SKC                               |
| Beykoz Belediyesi Spor Kulübü         | Turquie                           | BGS                               |
| Konya Büyükşehir Belediye Spor        | Turquie                           | KBB                               |
| Sakarya BB Pro Team                   | Turquie                           | SBB                               |
| Spor Toto Cycling Team                | Turquie                           | STC                               |

### Équipes océaniennes
| Équipes continentales océaniennes  | Équipes continentales océaniennes | Équipes continentales océaniennes |
| Nom de l'équipe                    | Pays                              | Code                              |
| ---------------------------------- | --------------------------------- | --------------------------------- |
| ARA-Skip Capital                   | Australie                         | ARA                               |
| CCACHE x Par Küp                   | Australie                         | CPU                               |
| St George Continental Cycling Team | Australie                         | STG                               |
| Team BridgeLane                    | Australie                         | BLN                               |
| EuroCyclingTrips                   | Guam                              | ECT                               |
| Global 6 Cycling                   | Nouvelle-Zélande                  | GLC                               |
| MitoQ-NZ Cycling Project           | Nouvelle-Zélande                  | NZP                               |